# Hardiknut

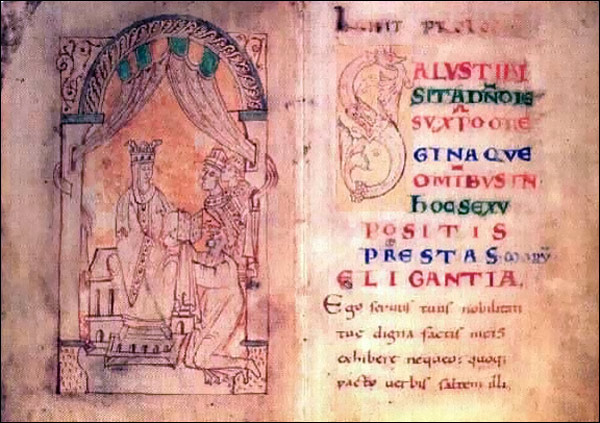
Hardiknut und sein Bruder im Hintergrund seiner Mutter

Hardiknut, Hartheknut oder Hartiknut (* 1018/1019; † 8. Juni 1042 in Lambeth bei London/England) war von 1035 bis 1037 und vom 17. März 1040 bis 1042 englischer König. 1035 bis 1042 war er auch König von Dänemark. Hardiknut war der Sohn Knuts des Großen und dessen zweiter Frau Emma von der Normandie sowie der Halbbruder von Harald I. von England, der der ersten Ehe Knuts entstammte.
Hardiknut setzte während seiner Regierungszeit keine entscheidenden Akzente und machte damit endgültig die hohen Ziele seines Vaters hinsichtlich einer langlebigen Anglo-Skandinavischen Herrscherdynastie zunichte. Nachdem er sich bei einer Hochzeit zu Tode getrunken hatte, wurde er in England problemlos von seinem älteren Halbbruder Eduard dem Bekenner, einem Sohn aus der ersten Ehe seiner Mutter mit König Æthelred II. Unready, beerbt.

## Leben
1023 wurde Hardiknut erstmals erwähnt, als er mit seinen Eltern Knut und Emma in London war. Als Knut 1026 nach England zurückkehrte, ernannte er seinen etwa 8-jährigen Sohn Hardeknut, unter der Vormundschaft seines Schwagers Jarl Ulf Thorgilsson, zum König von Dänemark. 1028 wurde Hardeknut nochmals von Knut als König bestätigt und Håkon Eiriksson zum Regenten in Norwegen ernannt.
1035 vertrieb Magnus I. der Gute Hardeknuts Halbbruder Sven Alfivason aus Norwegen. Sven und seine Mutter Ælfgifu flohen nach Dänemark zu Hardeknut, der die Herrschaft mit Sven teilte.
Knut der Große verfügte vor seinem Tod am 12. November 1035, dass sein Reich unter seinen Söhnen aufgeteilt werde: Sven sollte Norwegen bekommen, Hardeknut Dänemark und Harald Harefoot sollte über England herrschen. Sven starb jedoch nur kurz nach seinem Vater. Obwohl Königin Emma und Earl Godwin von Wessex Hardeknut, der in Dänemark militärisch gebunden war, unterstützten, wurde Harald Harefoot mit Unterstützung von Leofric von Mercia und Haralds und Svens Mutter Ælfgifu von Northampton Ende 1035 vom Witan in Oxford zum König gewählt. Daraufhin kam es zur Teilung Englands: Hardeknut bekam den südlichen, Harald den nördlichen Teil.

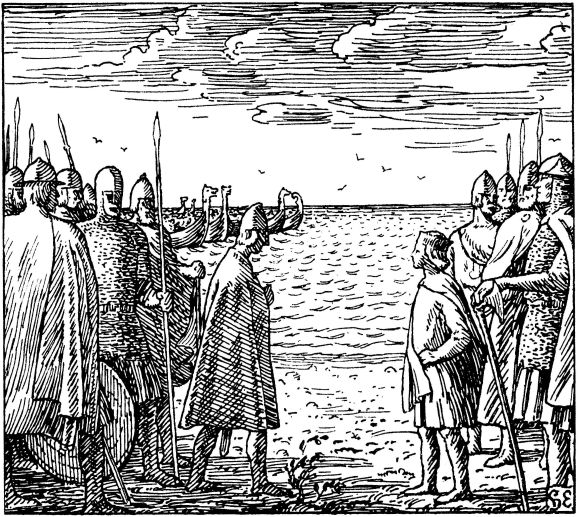
Magnus und Hardeknut treffen sich
Illustration von Halfdan Egedius, 1899

In Skandinavien standen sich Hardeknut und Magnus der Gute 1036 mit ihren Heeren gegenüber, doch kam es nicht zur Schlacht. Ein Friedens- und Erbvertrag wurde geschlossen, nach welchem derjenige von beiden, der am längsten lebe, den anderen in der Herrschaft beerben solle.
Eduard der Bekenner und sein Bruder Alfred Ætheling, Söhne von Hardeknuts Mutter Emma aus deren erster Ehe mit König Æthelred II., unternahmen 1036 oder 1037 den Versuch, in England die Macht an sich zu bringen. Emma lebte in Winchester mit Hardeknuts Leibwache, doch Harald Harefoot schickte ein Heer, um ihre Schätze zu rauben; mittellos floh Emma nach Brügge in Flandern zu Graf Balduin V., dem Frommen, der sie freundlich aufnahm. Alfred wurde von Earl Godwin von Wessex gefangen, geblendet und starb, sein Gefolge wurde niedergemetzelt oder verstümmelt. Eduard der Bekenner kehrte in die Normandie zurück. Im Jahr 1037 hatte Harald genug Anhänger gefunden und ließ sich zum König über ganz England krönen.
Hardeknut war seiner vertriebenen Mutter 1039 nach Flandern gefolgt und stellte dort ein Heer auf, um auf den englischen Thron zu gelangen, als sein Halbbruder Harald Harefoot im März 1040 in Oxford starb und in Westminster neben seinem Vater Knut begraben wurde. Am 14. Juni 1040 landete Hardeknut mit 62 Kriegsschiffen bei Sandwich und bestieg unangefochten den englischen Thron. Haralds Leiche ließ er exhumieren und in einen Abwasserkanal oder Sumpf werfen. Hardeknut herrschte nun über England und Dänemark zugleich. Godwin wurde angeklagt, Hardeknuts Halbbruder Alfred ermordet zu haben, bestritt aber seine Schuld, da er auf Befehl König Haralds gehandelt habe, und wurde, wohl auch weil er Hardeknut reich beschenkte, freigesprochen.

Penning-Münze des Hardiknut, Lund um 1040

Hardeknut belegte England mit drückenden Steuern. Als zwei seiner Steuereintreiber vom Mob in Worcester ermordet wurden, schickte Hardeknut seine Huscarle, die Worcester niederbrannten, etliche Einwohner töteten und das Umland verwüsteten. Hardiknut ermordete 1041 seinen Verwandten Eadwulf III, Earl of Bernicia, und gab dessen Earldom an Siward, den Earl of York und Northumbria, auch verkaufte er freigewordene Bistümer. Innerhalb weniger Monate hatte er sich den Engländern, die ihren neuen König freudig begrüßt hatten, völlig entfremdet.
1041 holte Hardeknut seinen älteren Halbbruder Eduard, den letzten Sohn Æthelreds und seiner Mutter, aus dem Exil in der Normandie zurück nach England und bestimmte ihn zum Erben des Königreiches.
1041/1042 fuhr Magnus der Gute mit einem Heer in 70 Schiffen nach Dänemark, als Hardeknut in England gebunden war. Hardeknut schickte seine Flotte aus, doch wurde diese besiegt.
Am 8. Juni 1042 trank sich Hardeknut bei einem Saufgelage anlässlich der Hochzeit eines seiner Gefolgsleute in Lambeth bei London zu Tode. Eduard der Bekenner wurde zum König proklamiert, noch bevor Hardeknut in Winchester neben seinem Vater Knut dem Großen begraben wurde. Nach dem Tod Hardeknuts, der kinderlos war, fand sich in Dänemark kein geeigneter Thronfolger. Dieses Vakuum füllte Magnus der Gute aus.